# Bajinci (Serbia)
Bajinci (cyr. Бајинци) – wieś w Serbii, w okręgu jablanickim, w gminie Crna Trava. W 2011 roku liczyła 11 mieszkańców.